# Эгильский, Константин Ильич
Константин Ильич Эгильский (род. 11 сентября 1949 года) — заслуженный тренер РСФСР (подводный спорт), старший тренер сборной России по подводному спорту.

## Карьера
С 1969 года занимался подводным спортом. В 1974 году получил разряд мастера спорта. Неоднократный призёр чемпионата РСФСР и СССР.
Окончил физический факультет ВГУ. В 1971-78 годах работал научным сотрудником НИИ физики и НИИ математики ВГУ.
После окончания спортивной карьеры в 1978 году стал тренером. Заслуженный тренер РСФСР (1978).
В настоящее время является старшим тренером сборной России по подводному спорту, профилирующийся на подготовке ориентировиков.
Также работает в воронежском ОГОУ ДОД СДЮШОР ВВС. Президент Воронежской областной Федерации подводного спорта.
Среди его воспитанников: Светлана Вяткина, Константин Янчук, Андрей Бережной, Виктор Трифонов, Светлана Тишанинова и др.
Среди его одноклассников в гимназии им. А.В.Кольцова: Сергей Кургалин, Борис Иванов.
- Фефелов В.М. Имена Воронежа – 425. История города продолжается. — Воронеж, 2012. — С. 430.